# Коробов, Николай Михайлович
Николай Михайлович Коробов (23 ноября 1917, Москва — 25 октября 2004, Москва) — советский математик, профессор механико-математического факультета МГУ им. Ломоносова.

## Биография
Окончил 24-ю школу Бауманского района Москвы.
В 1935 году стал победителем одной из первых математических олимпиад в городе Москве.
С 1936 по 1941 годы учился на механико-математическом факультете Московского Государственного Университета им. Ломоносова. По окончании служил в рядах Советской Армии — преподавал высшую математику в одной из военных академий.
После демобилизации из армии в 1945 году поступил в аспирантуру МГУ им. Ломоносова, где его руководителем, как и в студенческие годы был Александр Осипович Гельфонд.
В 1948 году защитил кандидатскую диссертацию, в 1953 году — докторскую диссертацию.
С 1948 года работал в институте математики им. В. А. Стеклова АН СССР и на механико-математическом факультете МГУ. Преподавал также в МВТУ им. Н.Э. Баумана, в МЭИ и в Московском педагогическом институте.

## Научная деятельность
Николай Михайлович Коробов проводил исследования в области теории чисел. Он автор 70 научных работ, в том числе двух монографий. 20 его учеников стали кандидатами наук, двое из них — докторами наук. Лауреат премии им. П. Л. Чебышёва АН СССР.

## Книги
- Коробов Н. М. Тригонометрические суммы и их приложения. — М.: Наука, 1989. (переведена на английский язык в 1992 году и на испанский язык в 1993 году)
- Коробов Н. М. Теоретико-числовые методы в приближённом анализе. — 2-е изд. — М.: МЦНМО, 2004.